# Youssoufa Moukoko
Youssoufa Moukoko, född 20 november 2004 i Yaoundé, Kamerun, är en tysk fotbollsspelare som spelar för Borussia Dortmund. Han representerar även Tysklands landslag. Anfallaren spelade för Borussia Dortmunds U17 och det tyska U16-landslaget vid tolv års ålder. Idrottsprestationerna, vilka Moukoko visade som ungdomsspelare, gjorde honom känd över hela Europa. Inför säsongen 2020/21 flyttades han upp till Borussia Dortmunds A-lag vid 15 års ålder och blev den yngste spelaren i både Bundesliga (16 år och 1 dag) och Champions League (16 år och 18 dagar).

## Ursprung, barndom och familj
Moukoko växte under de första tio åren av sitt liv upp med sina farföräldrar i Kamerunens huvudstad Yaoundé.  Enligt sina egna uttalanden utvecklade han en önskan att bli fotbollsspelare vid fyra års ålder när han såg en match i Champions League-semifinalen 2009, mellan Chelsea och FC Barcelona, på tv. Hans far, som har bott i Hamburg som tysk medborgare sedan 1990-talet, hämtade sin son till Tyskland sommaren 2014. Moukokos äldre bror, Borel, är också fotbollsspelare (vänsterförsvarare), men har ännu inte spelat högre än i femte divisionen.

## Karriär

### Början i Kamerun och flytten till Hamburg
Enligt hans egna uttalanden spelade Moukoko inte fotboll i en klubb i Kamerun, utan bara gatufotboll. Efter att ha flyttat till Tyskland spelade han från oktober 2014 i FC St. Paulis U13 lag. Då det säsongen vid den här tidpunkten redan var klar, spelade Moukoko först bara inomhusturneringar, där han ofta blev skyttekung. På grund av sin talang steg han i början av säsongen 2015/16, vid elva års ålder, upp till FC St. Paulis U15 lag. I sin första säsong gjorde han 23 mål på 13 matcher.

### Borussia Dortmund

#### 2016–2020: Rekordungdomsspelare
I juli 2016 flyttade Moukoko till Borussia Dortmunds ungdomscenter. Han gjorde 33 mål på 21 matcher för Borussia Dortmunds U15 lag under säsongen 2016/17 och sedan dess ansetts vara en exceptionell talang i sin åldersgrupp. Under säsongen 2017/18 var Moukoko den enda 13-åringen som spelade i U17-Bundesliga för Borussia Dortmunds U17-lag. I finalen av tyska U17-mästerskapet i München, den 17. Juni 2018 mot FC Bayern München, gjorde han segermålet till 3-2. Med 40 mål i 28 matcher var han skyttekung i västdelen av U17 Bundesliga. Under säsongen 2018/19 var Moukoko återigen skyttekung i västdelen med 46 mål på 25 matcher och slog Donis Avdijajs rekord (44 mål) från säsongen 2012/13. Han nådde återigen finalen i mästerskapet, men förlorade den mot 1. FC Köln. Totalt gjorde Moukoko 83 mål på 50 matcher i U17-Bundesliga.
Inför säsongen 2019/20 flyttade anfallaren upp till U19-laget vid en ålder av 14 år, och gjorde i sin första match i U19-Bundesliga sex mål, i en 9-2-seger mot Wuppertaler SV.  Redan i den 20:e omgången övertog Moukoko, med sina 34 mål, ligarekordet från Haluk Türkeri, vars tidigare rekord var 33 mål från säsongen 2004/05  Moukoko spelade sin första match i UEFA Youth League den 17 september 2019 och blev den yngste spelaren som används i tävlingen. Mot Inter Milans U19-lag gjorde han den 23 oktober samma år målet till 1-0, och blev den yngste målskytten i UEFA Youth League. Efter avbrottet av den europeiska fotbollen, på grund av COVID-19-pandemin, avbröts säsongen i juniortävlingar, därmed kom Moukoko och BVB på andra plats i västdelen av U19-Bundesliga. Den offensiva spelaren blev med 34 mål på 20 matcher, långt före tvåan Sebastian Müller (13; 1. FC Köln), västdelens bästa målskytt. Även detta var ett rekord i U19-Bundesliga. 
Anfallaren har ett träningskontrakt med Borussia Dortmund till den 30 juni 2022, liksom ett reklamavtal med sportvarutillverkaren Nike, i miljonklassen, sedan 2019. Trots detta bor han fortfarande i Borussia Dortmunds ungdomshem och har regelbundet kontakt med sina föräldrar, som stannade kvar i Hamburg.

#### Sedan 2020: Uppflyttning till A-laget
I början av april 2020 godkände den tyska ligafotbollens generalförsamling en begäran från Borussia Dortmund, om att en spelare redan vid 16 år skulle kunna få en spellicens för Bundesliga och 2. Bundesliga.  Annars hade Moukoko bara varit berättigad att spela från och med säsongen 2021/22. 
Efter detta flyttade 15-åringen upp till A-laget, under Lucien Favre, inför säsongen 2020/21 Han var dock tvungen att vänta till sin födelsedag den 20 november 2020 för att vara berättigad att spela - även i vänskapsmatcher. Dessutom kan Moukoko, som formellt fortfarande tillhör U19-laget, fortfarande användas under tre säsonger i U19, under vilken han utsågs till ny lagkapten av den nya huvudtränaren Mike Tullberg, som sa att han var "en förebild i många avseenden". Redan i sitt första sommarträningsläger med A-laget mottogs den unga spelaren särskilt väl av "topp talent manager" Otto Addo . Enligt Addo "gjorde Moukoko regelbundet extra skift" för att förbättra sina färdigheter och försökte även självständigt ta kontakt med ledare. Ursprungligen regelbundet i A-laget, var 15-åringen tvungen att återvända till U19-laget på grund av den tyska ligafotbollens coronahygienkoncept, innan U19 Bundesliga tvingades avbryta i november på grund av nya coronaregler som vidtagits av de tyska myndigheterna. Varefter Moukoko återvände till A-laget.  Fram till dess hade anfallaren spelat för U19-laget i tre av fyra ligamatcher och hade redan gjort tio mål med bland annat tre hattricks och en match var han gjorde fyra mål; till det gjorde han även tre mål i första omgången av DFB-Pokalen för juniorer. Kicker fann därför att Moukoko var "underutmanad på ett nästan groteskt sätt" i sin ungdom.  
En dag efter att han fyllde 16 år, gjorde tonåringen sin debut i Bundesliga när han byttes in, i en 5-2-seger mot Hertha BSC, strax innan matchens slut. Moukoko gick därmed om Nuri Şahin, som debuterade 2005 vid 16 års ålder och 335 dagar, som den yngsta spelaren i ligahistorien. Två och en halv vecka senare, med sin första match i Champions League, blev han också den yngsta spelaren i denna tävling. Den 18 december 2020 lyckade Moukoko med 16 år och 28 dagar, i 1-2-bortaförlusten mot 1. FC Union Berlin, göra sitt första Bundesligamål. Han ersatte därmed Florian Wirtz som yngsta målskytt, som hade gjort sitt första Bundesligamål i juni samma år vid en ålder av 17 år och 34 dagar. 
Den 21 januari 2023 skrev Moukoko på ett nytt kontrakt till sommaren 2026.

### Landslaget
Moukoko debuterade för det tyska U16-landslaget den 11 september 2017 i en 3-1-seger mot Österrike. Två dagar senare gjorde han båda målen för Tyskland i en 2-1-seger i sin andra match mot samma motståndare. Vid den tidpunkten var han den yngsta spelaren i U16-landslaget. För att skydda Moukoko från alltför stor medieuppmärksamhet, beslutade Borussia Dortmund och DFB i oktober 2017 att inte använda honom mer för tillfället.
I februari 2020 blev Moukoko kallad till tyska U19-landslaget för första gången vid 15 års ålder. De internationella matcherna avbröts dock på grund av COVID-19-pandemin. I början av september 2020 debuterade han, som 15-åring, för U20-landslaget i en 2-1-förlust mot Danmark. 
I november 2022 blev Moukoko uttagen i Tysklands trupp till VM 2022, trots att han tidigare inte gjort någon landskamp för A-landslaget. Den 16 november samma år debuterade han för A-landslaget i en vänskapsmatch mot Oman.

## Meriter, utmärkelser och rekord
Meriter
- Tysk U17-mästare: 2018

Utmärkelser
- Skyttekung i U17-Bundesliga (västra delen) : 2018 (37 mål), 2019 (46 mål, rekord)
- Skyttekung i U19-Bundesliga (västra delen) : 2020 (34 mål, rekord)

Rekord
- Den yngsta spelaren att spela i det tyska U16-landslaget (12 år och 311 dagar) [39]
- Den yngsta målskytten i det tyska U16-landslaget (12 år och 313 dagar)
- Den yngsta spelaren att spela i U19 Bundesliga (14 år och 277 dagar)
- Den yngsta målskytten i U19 Bundesliga (14 år och 277 dagar) [40]
- Den yngsta spelaren som att spela i UEFA Youth League (14 år och 302 dagar) [25]
- Den yngsta målskytten i UEFA Youth League (14 år 338 dagar) [26]
- Den yngsta spelaren att spela i Bundesliga (16 år och 1 dag)
- Den yngsta spelaren som att spela i Champions League (16 år och 18 dagar)
- Den yngsta målskytten i Bundesliga (16 år och 28 dagar)

## Övrigt

### Kontroverser över Moukokos ålder
Moukoko, som är känd som ett " underbarn " på grund av sina över genomsnittliga sportsliga framgångar, måste ofta kämpa med åldersdiskriminering. Även om hans far presenterade ett födelsebevis från det tyska konsulatet i Yaoundé, diskuterades frågan om hans ålder offentligt under 2017 och diskuterades intensivt i den tyska sportpressen.  En taleskvinna för Hamburgs distriktskontor meddelade i oktober 2017 att Moukokos födelsedatum hade godkänts i efterhand vid registerkontoret i Hamburg-Harburg 2016. Följaktligen var anfallaren född den 20 november 2004 i Kamerunens huvudstad Yaoundé. En omcertifiering utförd av myndigheterna i Tyskland har samma rättsliga status som en första certifiering i Tyskland.

### Verbala attacker
Den 18 oktober 2020 gjorde Moukoko tre mål, för sitt lag i en bortamatch i U19-Bundesliga, mot rivalen FC Schalke 04 och attackerades verbalt av motståndarlagets fans. Efter en utredning av både FC Schalke och DFB bekräftades inte den initiala misstanken om rasistiskt innehåll, ändå gav DFB Schalke 04, på grund av det fortsatta osportsliga beteendet hos dess anhängare och en otillräckligt bemannad säkerhetstjänst böter.